# Udbyneder Kirke
Udbyneder Kirke  er en senromansk munkestenskirke i landsbyen Udbyneder 5 km syd for Mariager Fjord. Der er senere tilføjet tårn og våbenhus. Kirken har kalkmalerier fra begyndelsen af 1500-tallet med våbenskjolde fra blandt andet Christian 2. og Århus-bispen Niels Clausen, der har skænket malerier af en stor dommedagsscene fra 1501, malet af "Sødringmesteren". Kirken har været knyttet til godset Overgård og har gravsteder for flere adelsslægter.